# Karine Ruby
Karine Ruby, född 4 januari 1978 i Bonneville, Haute-Savoie, död 29 maj 2009 på Mont Blancs sluttningar, Haute-Savoie, var en fransk snowboardåkare och olympisk mästare. Hon tog guld vid Olympiska vinterspelen 1998 i Nagano.   Hon tog silver vid Olympiska vinterspelen 2002 i Salt Lake City. Ruby tog 65 världscupsegrar och avslutade sin karriär 2006.
Ruby förolyckades den 29 maj 2009 i en klättringsolycka.  Hon blev 31 år.